# Salatut elämät
Salatut elämät je finská mýdlová opera, kterou od roku 1999 vysílá soukromý televizní kanál MTV3. Práce na scénáři první série začaly v roce 1998 a premiérový díl byl odvysílán 25. ledna 1999. Zpočátku bylo plánováno 540 epizod na tři roky (do začátku roku 2002), ale producentská smlouva byla několikrát prodloužena. V srpnu 2009 bylo oznámeno, že seriál bude pokračovat minimálně do jara 2015 a o dalším eventuálním pokračování se jedná. Během 14 let bylo odvysíláno přes 2500 dílů. V roce 2012 byl na základě seriálu uveden celovečerní film Nightmare – Painajainen merellä (Noční můra – Noční můra na moři).

## Charakteristika
Seriál sleduje každodenní život několika rodin, které žijí ve stejném nájemním domě v Helsinkách. Seriál se odehrává z větší části ve fiktivní Jeřábové ulici (Pihlajankatu), která se má nacházet v helsinské čtvrti Ullanlinna. Několik epizod bylo také natočeno na Kanárských ostrovech, v Litvě a v Londýně.
Pro seriál je charakteristický cliffhanger na konci dílů, především pak posledního dílu série. Jak je pro mýdlové opery typické, pojednává seriál o mimomanželských vztazích a žárlivých scénách. Mnoho hlavních postav je rozvedených nebo je jejich partner mrtvý. Salatut elämät vzbuzuje ve Finsku rozruch, neboť se mezi tématy často objevují závažné problémy jako např. drogová závislost a alkoholismus, sexuální vztahy v nevlastních rodinách, znásilnění, sebepoškozování, domácí násilí, kleptomanie, rasismus, náboženský fanatismus, incest, potraty, těhotenství mladistvých, gamblerství, psychopatologie, poruchy příjmu potravy, narcismus, homosexualita, hledání biologických rodičů, práva zvířat, školní šikana, rakovina nebo AIDS.
Obzvláště velkou veřejnou diskusi vyvolal závěr série odvysílaný 1. června 2009, ve které byla zaživa pohřbena těhotná Paula Sievinen (Johanna Nurmimaa) a Café Kentauri bylo během svatební oslavy vyhozeno do povětří, což znamenalo smrt mnoha hlavních postav. Finský ministr komunikací Suvi Lindén zpochybnil vhodnost seriálu pro školní děti (seriál začíná v 19,30). FICARA (finská obdoba české Rady pro rozhlasové a televizní vysílání) později rozhodla, že tato epizoda nebyla vhodná pro děti do věku 11 let. V roce 2013 byla zastřelena Jenni Vainio (Anu Palevaara), která v seriálu vystupovala od jeho počátku, což způsobilo rozruch mezi seriálovými fanoušky. Producent Marko Äijö uvedel, že největší senzace seriálu však proběhla ve 440. díle odvysílaném 14. května 2001, kdy mladík Kalle Laitela (Pete Lattu) políbil svého přítele. Jednalo se o první gay polibek v dějinách finské televize. V té době obdržel kanál MTV3 přes 40 metrů faxů týkající se toho polibku, než došel papír v zásobníku.
Díly jsou vysílány během všedních dnů v podvečer (19,30-20,00), jedna epizoda má délku 21 minut bez reklam. Nová série obvykle začíná koncem srpna nebo začátkem září a končí na začátku června. Obvykle je série také přerušena během vánočních svátků na zhruba tři až čtyři týdny.
MTV3 vysílá opakování seriálu každý víkend (v sobotu epizody z pondělí až středy a v neděli díly ze čtvrtka a pátku). V létě televize opakuje celé série, např. v létě roku 2011 byly odvysílány epizody z období 2006–2007 a 2007–2008.

## Přehled postav v roce 2013
Zpočátku bylo pro seriál najato asi 20 herců, z nichž vydržely jen dvě postavy – Ismo (Esko Kovero) a jeho syn Kalle (Pete Lattu), ten ovšem s desetiletou pauzou, většina pozdějších postav se objevuje od roku 2008. Počet postav se liší sérii od série.
| Herec           | Postava              | Výskyt – roky               | Výskyt – díly               |
| --------------- | -------------------- | --------------------------- | --------------------------- |
| Pete Lattu      | Kalle Laitela        | 1999–2001, 2002, 2012–dosud | 1–440, 539–543, 2305–       |
| Esko Kovero     | Ismo Laitela         | 1999–dosud                  | 2–                          |
| Sami Sarjula    | Ossi Puolakka        | 2004–dosud                  | 888–                        |
| Timo Jurkka     | Lasse Sievinen       | 2004–2012, 2013–dosud       | 973–2365, 2425–             |
| Emil Hallberg   | Onni Taalasmaa a)    | 2007–2008, 2011–dosud       | 1386–1480, 1650–1654, 2049– |
| Jarkko Nyman    | Sebastian Vuorela b) | 2009–2010, 2011–dosud       | 1402–1472, 1668–2005, 2097– |
| Markku Pulli    | Joonatan Sievinen    | 2007–2010, 2011–dosud       | 1449–1902, 2179–            |
| Kirsi Ståhlberg | Isabella Holm        | 2008–dosud                  | 1496–                       |
| Anneli Ranta    | Helena Kuula         | 2008–dosud                  | 1503–1571, 1599–            |
| Tero Tiittanen  | Sergei Kuula         | 2008, 2011, 2012–dosud      | 1530–1570, 2065–2188, 2236– |
| Sara Säkkinen   | Peppi Kuula          | 2008–dosud                  | 1553–                       |
| Venla Savikuja  | Heidi Aaltonen       | 2009–dosud                  | 1668–                       |
| Rufus Rusanen   | Severi Sievinen c)   | 2009–dosud                  | 1771–                       |
| Jasmin Hamid    | Katariina Mäkelä     | 2009–dosud                  | 1827–                       |
| Mia Ehrnrooth   | Cindy Rintala        | 2009–dosud                  | 1838–                       |

Poznámky:

a) Onni Taalasmaa se poprvé objevil v sérii 2007–2008 jako dítě a hrál ho Väino Ahonen, ale poté se do seriálu vrátil v únoru 2011 a ztvárňuje ho Emil Hallberg.

b) Roli Sebastiana Vuorely nejprve krátce hrál v roce 2007 Riku Korhonen, ale když se postava vrátila do seriálu v lednu 2009, Korhonena nahradil Jarkko Nyman.

c) Severi Sievinen se jako dítě objevil v seriálu v letech 2009–2011, kdy ho hrál Sisu Koukkula, ale od ledna 2011 ho nahradil Rufus Rusanen.

d) Roli Eliase Vikstedta nejprve krátce hrál Niilo Heinonen v roce 2010, ale když se postava vrátila na konci roku 2011, nahradil ho dospívající herec Petteri Paavola.

e) Oliver Vuorela se objevoval v seriálu v letech 2011–2013, kdy jej představoval Olivia Paldanius, ale v červnu 2013 ho nahradil Oliver Lehto.